# Давид (цар Мукурри)
Давид (д/н — бл. 1276) — цар держави Мукурри-Нобатії.

## Життєпис
Про батьків обмаль відомостей. 1272 року (за іншими відомостями 1268) повалив свого стрийка — царя Мурташкара, який разом із своїми синами втік до єгипетського султана Бейбарса.
Давид вбачав в поширенні іслама у своїй держави та посиленні Мамлюцького султанату головні небезпеки. Тому вже 1272 року захопив та сплюндрував портове місто Айдхаб на Червоному морі.
1275 року цар Давид вдерся до Верхнього Єгипту, захопивши місто Асуан. Війська Мукурри зруйнували водні колеса (сакії) на Нілі, що були основою єгипетського землеробства. Також було захоплено багато полонених та іншої здобичі.
У січні 1276 року Байбарс відправив з Каїру до Асуану армію з 300 мамлюцьких вершників, а також піхоту та бедуїнів. Їх очолював Малік Захір. Ці війська рухалася по обидва боки Нілу, частинами човнами вгору за течією. Значні битви відбулися біля Джебель-Адда (в арабських джерелах Дав) і на острові Мейнарті (поблизу сьогоднішньої Ваді-Халфи), де Давид зазнав поразки. 31 березня 1276 року біля столиці держави Донголи відбулася вирішальна битва, в якій мукуррське військо зазнало нової поразки.
Ворог захопив 10 тис. рабів (в подальшому їх було продано на каїрському ринку, кожного за 3 дірхеми), 20 представників правлячої династії, брата царя — Санко та дружин Давида і Санко.
Давид утік спочатку на західний бік Нілу, потім до держави Аль-Абваб. Невдовзі мамлюкам видано Давида, якого відправлено до Каїра. Там його напевне страчено або запроторено до скону до в'язниці. Мамлюки посадили на трон Шеканду, який визнав зверхність Бейбарса.